# Salvador Alemany i Mas
Salvador Alemany i Mas   (el Raval, 30 de novembre de 1944) és un empresari català. President de Saba Infraestructuras des de desembre del 2011. Ha estat el president d'Abertis fins al maig de 2018 i president del Cercle d'Economia fins al maig de 2011, entre altres càrrecs.
Alemany és llicenciat en ciències econòmiques per la Universitat de Barcelona i diplomat per l'IESE Business School - Universidad de Navarra. També és Professor Mercantil i Censor Jurat de Comptes. És expresident de la Creu Roja de Barcelona i exvicepresident de la Creu Roja de Catalunya.
Salvador Alemany presidí la Secció de bàsquet del Futbol Club Barcelona des de 1986 fins al 2003, i ocupà una de les vicepresidències del club.
Des de 2016 és president del patronat de la Fundació del Gran Teatre del Liceu.

## Biografia
Va néixer al Raval en una família de botiguers, i quan encara era un nen va encertar una travessa amb un premi de 875.000 pessetes de l'època. La seva família va comprar un terreny a prop de la Sagrada Família on va instal·lar-hi un aparcament. Aquell petit negoci fou una de les ocupacions de Salvador Alemany mentre estudiava, i li va permetre conèixer un sector amb el qual s'hi retrobaria anys després.
Alemany és molt afeccionat al basquetbol i als escacs. Quan era estudiant, va arribar a competir a la màxima categoria estatal d'escacs.

## Activitat professional
L'any 1963 va iniciar la seva activitat laboral a partir dels seus estudis de censor jurat i quan encara estudiava a la universitat. Va ser dins del món de l'auditoria a l'empresa Turquand Young & Co., on va estar dos anys abans d'interessar-se per la informàtica. Entre 1965 i 1967 va treballar al departament d'informàtica de Catalana de Gas i posteriorment passà com a directiu d'empreses del sector informàtic, primer a BIT del grup Seresco (1967-1970) on va ocupar el càrrec de cap d'Estudis i posteriorment a Servicios Informáticos Condal, l'empresa de serveis tecnològics del grup Banco Condal (1970-1975) com a director de Sistemes. Aquest darrer treball el va introduir al sector bancari en un moment de forta expansió de l'entitat tant en dipòsits com en nombre d'oficines. Quan el Banco Condal va ser absorbit pel grup Rumasa, Alemany va marxar com a responsable d'organització i sistemes a la Banca Mas Sardá el 1975. L'entitat de capital català estava en un procés de creixement que duraria quasi una dècada fins a l'entrada del Banco de Bilbao a l'accionariat, l'any 1982 i la posterior absorció de Mas Sardá per la Banca Catalana, també del grup BBVA. Alemany, aleshores sotsdirector general, va optar per no continuar dins el grup BBVA i a començaments de 1987 va deixar Banca Mas Sardá per a incorporar-se com a director general de la Societat Anònima d'Aparcaments de Barcelona (SABA), aprofitant la seva experiència en el sector d'on era president del Gremi de Garatges de Barcelona i membre del Consell Municipal de Circulació de la ciutat de Barcelona. Forma part del Fòrum Pont Aeri.

### Abertis, la creació d'un grup internacional
A finals dels anys 1990, l'accionariat de la companyia d'aparcaments estava majoritàriament en mans de la Caixa que també era majoritària a Acesa, la concessionària d'autopistes. Isidre Fainé, aleshores director general de «La Caixa», li va proposar que se'n fes càrrec d'Acesa en un moment de baixa popularitat social i política per culpa dels peatges que eren vistos com un greuge comparatiu amb Espanya i eren utilitzats pels polítics com a munició electoral. Alemany va aconseguir un gir al tractament dels peatges pactant amb els ajuntaments, creant fórmules de rebaixa per a usuaris habituals i acordant rescat de peatge amb l'administració pública.
A partir d'aquella experiència, Alemany comença a configurar un grup d'empreses que pogués treballar fora de Catalunya i a diversificar sectors. Sota el nom d'Acesa Infraestructures va començar un procés d'internacionalització gestionant infraestructures de transport i comunicacions.
El 15 de març de 2002, Aurea Concesiones de Infraestructuras controlada per Dragados y Construcciones va anunciar una fusió amb Iberpistas, de la qual Acesa tenia un 8%. Per a aturar l'operació, Acesa va llençar una OPA hostil sobre Iberpistas. Al mig d'aquesta operació, ACS va entrar a l'accionariat de Dragados, i fruit de la bona sintonia de Florentino Pérez Rodríguez amb l'equip directiu d'Acesa, es va produir la integració amb Áurea i va néixer Abertis el 2003. El grup Abertis, que inclou com a principals inversors a la Caixa i a la constructora ACS, està dedicat al negoci de les autopistes (Abertis Infraestructuras), aparcaments (Saba), logística (Abertis Logística), xarxes de telecomunicacions (Retevisión, Hispasat i Eutelsat) i aeroports (TBI), amb presència a França, Itàlia, Portugal, Argentina, Xile, Regne Unit, Puerto Rico, Colòmbia, Bolívia, Marroc, Estats Units i Andorra.

## Activitat dins del món esportiu
- 1986-2003 President de la secció de bàsquet del Futbol Club Barcelona, vicepresident del club, així com el seu representant a l'Asociación de Clubs de Baloncesto (ACB) i l'Eurolliga de bàsquet.
- Des del 2003, President de la Comissió Econòmica i membre de la junta de l'Eurolliga.
- Membre del Consell Consultiu de l'ACB.[6]

## Activitat empresarial i social
Al llarg de la seva trajectòria professional ha estat membre d'altres entitats empresarials:
- President del Gremi de Garatges de Barcelona, entitat de la que és president honorari.
- President del Consell del Gremi de Garatges de Catalunya
- President d'AEGA (Asociación Española de Aparcamientos y Garajes), entitat de la que és president honorari.
- Vicepresident de l'Asociación de Sociedades Españolas Concesionarias de Autopistas, Túneles, Puentes y Vías de Peaje (ASETA)

Entre el 2008 i el 2011 va ser el president del Cercle d'Economia rellevant a José Manuel Lara Bosch. El 2011, va ser substituït per Josep Piqué i Camps al front de la institució. El 2010, en el seu discurs d'investidura com president de la Generalitat de Catalunya, Artur Mas li va demanar que assessorés el Govern en matèria econòmica, tot participant en un consell assessor de caràcter no retribuït.
També ha col·laborat amb institucions de caràcter humanitari:
- 1997-2003 President de Creu Roja Barcelona i Vicepresident de Creu Roja Catalunya
- Fundador i President de Transport Sanitari de Catalunya, SL. Entitat vinculada de Cruz Roja Española.
- 2000-2003 Membre del Comitè Nacional de Cruz Roja Española
- Conseller de Transport Sanitari de Catalunya
- Membre del Comitè d'Honor de la Fundació Altarriba – Amics dels Animals.
- President del patronat de la Fundació del Gran Teatre del Liceu[3]

## Condecoracions
El govern italià li va concedir el títol honorífic de Commendatore del Ordine de Mérito (2003) i Grande Ufficiale del Ordine de la Stella de la Solidarietà (2008).
El març de 2011 l'Ajuntament de Barcelona li va atorgar, per unanimitat, la Medalla d'Or al Mèrit Cívic.
El mes d'abril del mateix any fou guardonat amb la Creu de Sant Jordi de la Generalitat de Catalunya com a reconeixement per la seva aportació a l'economia i la societat de Catalunya.
L'any 2015 el Col·legi d'Economistes de Catalunya el va distingir com a col·legiat de mèrit.